# Rheinhafen Bendorf
Der Rheinhafen Bendorf ist ein Stromhafen in Bendorf im Landkreis Mayen-Koblenz in Rheinland-Pfalz und erstreckt sich von Rheinkilometer 598,90 bis 599,875 rechts. Er ist nach dem Rheinhafen Andernach der zweitgrößte Hafen am Mittelrhein.

## Geschichte
Schon zur Zeit der Bendorfer Hütten wurden am Rhein Erze und Metallerzeugnisse verladen. Der Umschlagplatz, wie er laut Landeswassergesetz bezeichnet wird, wurde 1899/1900 errichtet. Durch die Ansiedlung der Mittelrheinischen Tanklager Gesellschaft in den 1970er Jahren erfolgte eine Umstrukturierung des Hafens.
Ende 2009 wurden umfangreiche Sanierungs- und Umbaumaßnahmen durchgeführt. Dazu wurden am rheinabwärts gelegenen Ende Spundwände gesetzt und anschließend wurden durch das Auffüllen des Geländes 12.000 m² neue, hochwasserfreie Lagerflächen gewonnen. An der Mineralöllöschstelle wurden neue Dalben gesetzt, so dass Schiffe bis 5000 Tonnen Tragfähigkeit anlegen können.
Die Hauptbetreibergesellschaften sind die BUS und die Oiltanking Deutschland GmbH. Der Hafen ist zu 90 % im Besitz der Rheinhafen Bendorf GmbH, 10 % gehören der Bendorfer Umschlag- u. Speditions GmbH (BUS).
Es werden Steine, Erden, Lehm, Kohle und Mineralölprodukte umgeschlagen. 2010 wurden 1.745.895 Tonnen Güter verladen, davon 704.106 Tonnen Mineralölprodukte.

## Infrastruktur
Der Hafen hat 30.000 m² Lagerflächen und besitzt mit 145.000 m³ Tanklagerraum das größte Tanklager zwischen Köln und Mainz. Für den Umschlag stehen drei Kräne mit bis zu 20 Tonnen Hubkraft und eine Bandverladeanlage zur Verfügung. Für die Verladung von Mineralölprodukten dienen zwei Löschanlagen. Dort befindet sich auch ein Halbportalkran mit 84 Tonnen Hubvermögen für die Schwergutverladung.
Über einen privaten Gleisanschluss ist der Hafen mit der rechtsrheinischen Bahnstrecke verbunden. Straßenseitig sind die A 3, A 48, A 61 sowie die Bundesstraßen B 42 und B 9 leicht erreichbar.

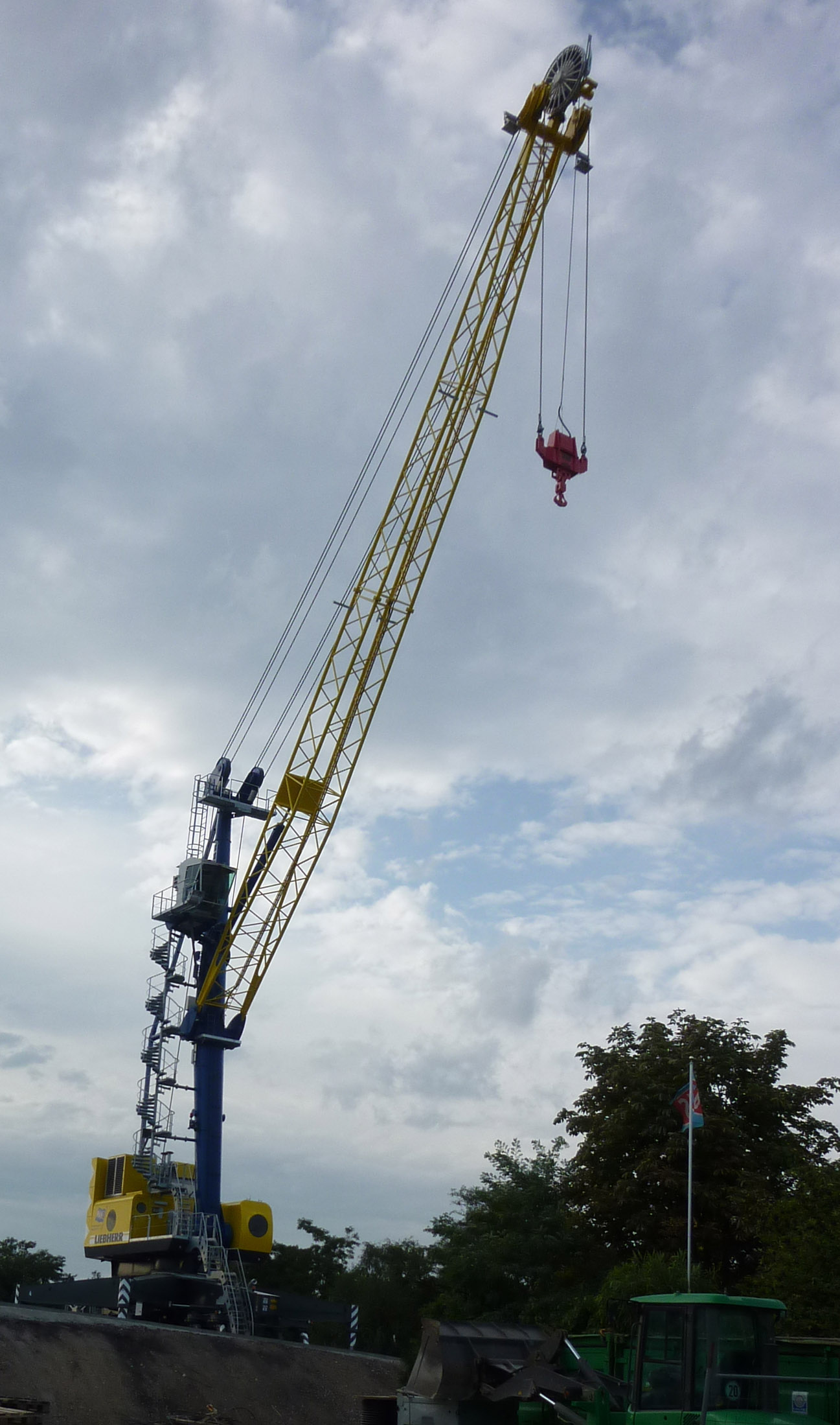
Neuer Kran Liebherr LHM 280
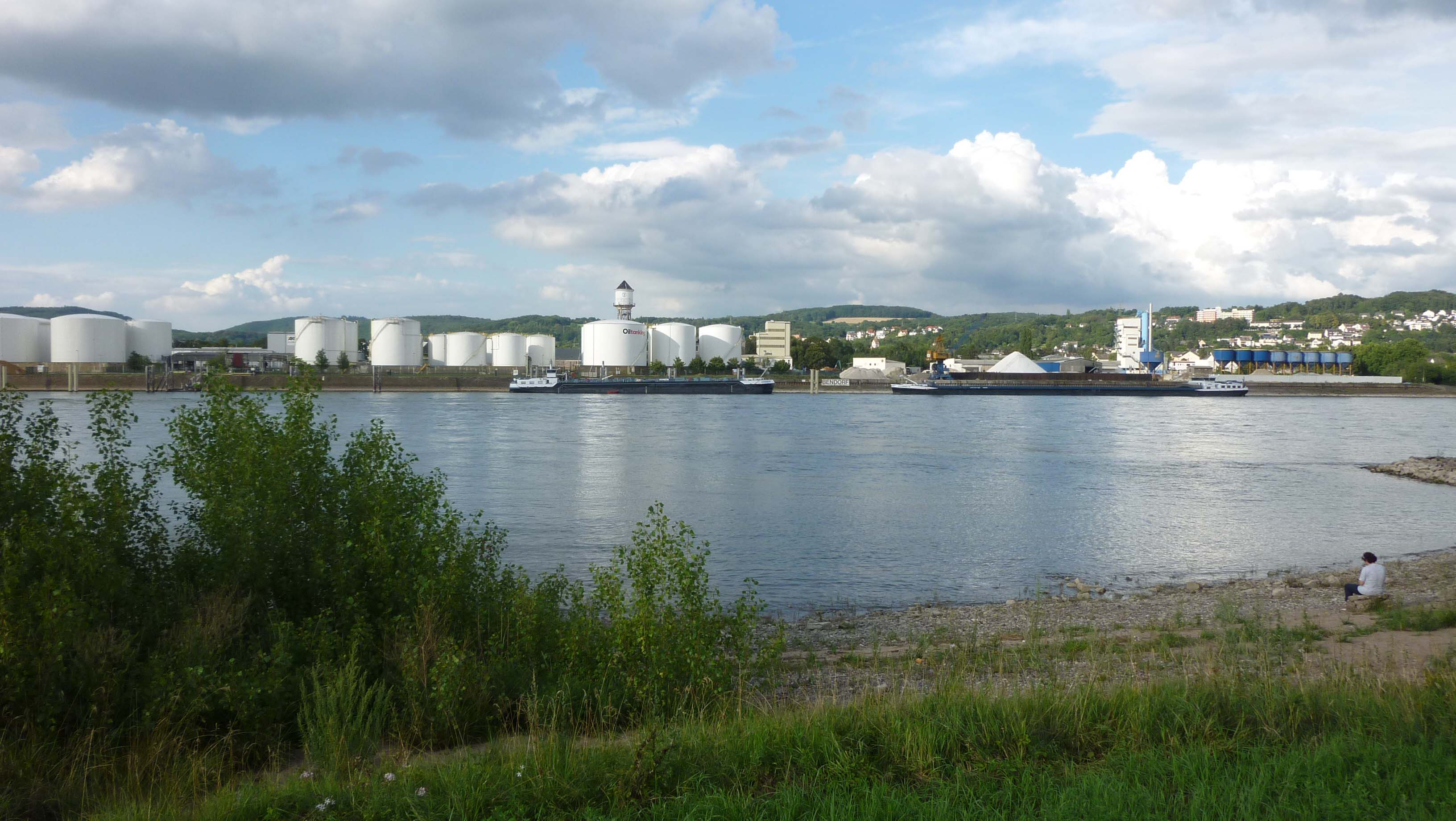
Tanklager
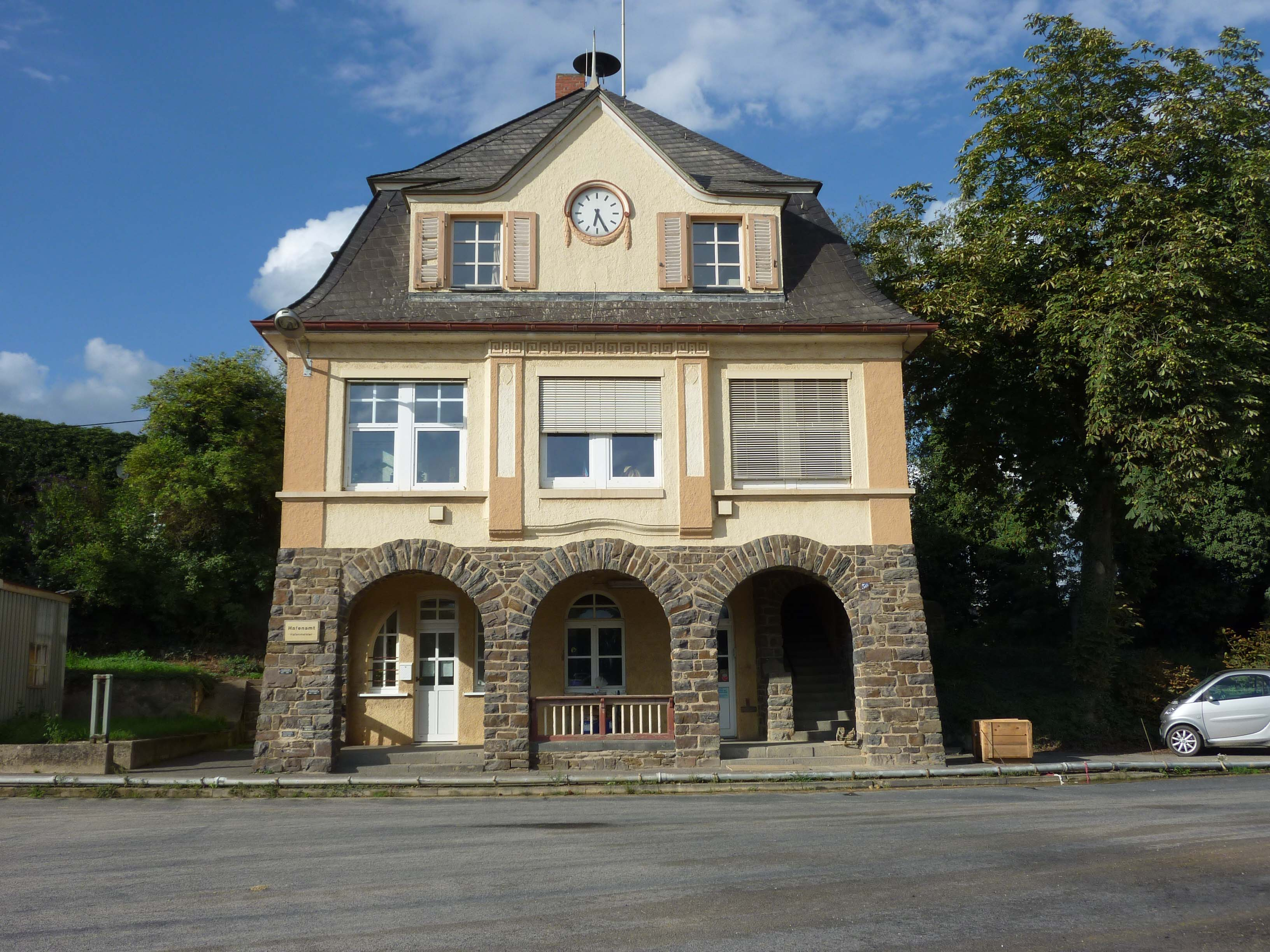
Hafenamt Bendorf
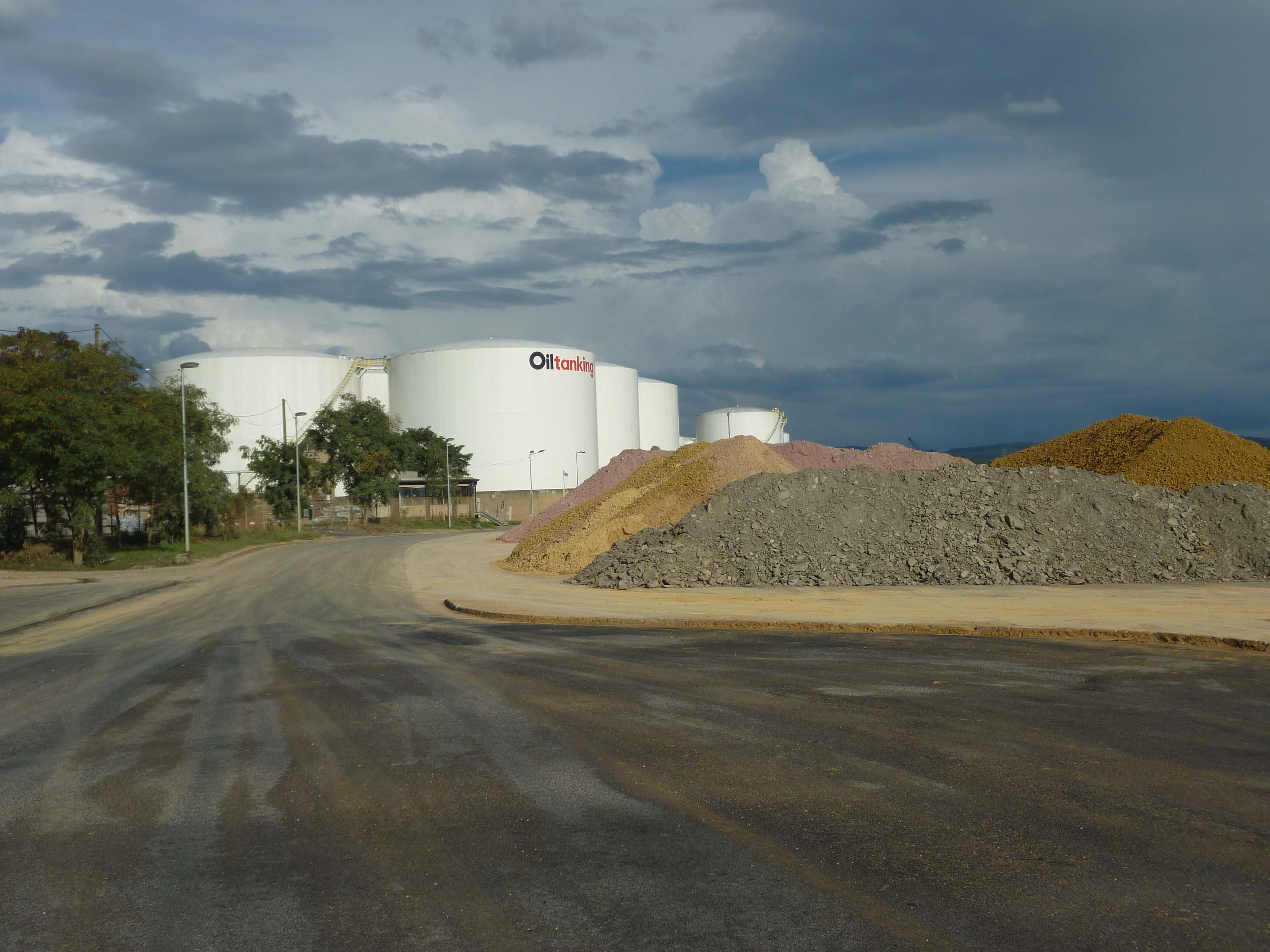
Schüttgutlager